# Natalia Carvajal Sánchez
Natalia Carvajal Sánchez (Escazú, 14 de septiembre de 1990) es una modelo, reina de belleza, actriz, catadora de café, presentadora, porrista, cocinera, herpetóloga, analista de marketing, inversionista y publicista,  reconocida en Costa Rica por participar en la televisión nacional, Carvajal ganó el derecho de representar a Costa Rica en el Miss Universo 2018 al coronarse ganadora de la 63.ª edición de Miss Costa Rica.

## Vida personal
Carvajal Sánchez nació en Escazú, el 14 de septiembre de 1992, hija de Freddy Carvajal y Arlette Sánchez quien fuese periodista y presentadora también, la capital de San José se volvió el lugar donde Natalia creció y vivió toda su vida, se desempeña como publicista, además es estudiante en la carrera de literatura, Carvajal tiene su propia marca de ropa y trabaja como modelo independiente.

## Carrera televisiva
Carvajal debutó en el programa infantil Ondivedu, que se transmitía por el canal 9 de Costa Rica, sin embargo, el reconocimiento de Carvajal llega cuando se desempeña como presentadora de los desaparecidos programas Combate y BDT que se transmitían por la televisora Repretel, tiempo después vuelve a la televisión nacional, esta vez como presentadora del reality show, transmitido por Teletica, llamado  Dancing with the stars, además Carvajal también ha participado en otros espacios televisivos como por ejemplo el programa de viajes Destinos TV.
| Año       | Título                   | Personaje  | Notas        |
| --------- | ------------------------ | ---------- | ------------ |
| 2011-2013 | Ondivedu                 | Ella Misma | Presentadora |
| 2013-2015 | Combate                  | Ella Misma | Presentadora |
| 2016      | Batalla de Talentos      | Ella Misma | Presentadora |
| 2017      | Dancing with the Stars 3 | Ella Misma | Concursante  |
| 2017      | DestinosTV               | Ella Misma | Presentadora |
| 2019      | El Chinamo               | Ella Misma | Presentadora |
| 2019      | Dancing with the Stars 6 | Ella Misma | Presentadora |
| 2021      | Nace una Estrella 5      | Ella Misma | Presentadora |
| 2024      | ¡Mira Quien Baila!       | Ella Misma | Presentadora |

## Cine
Natalia también se ha desempeñado como actriz en proyectos cinematográficos de corte nacional, participó en el corto llamado i mae, que trata sobre las aventuras de los jóvenes, de sus problemas, amoríos y embarazos en la etapa de la juventud.

## Concursos de belleza
Carvajal es relativamente nueva en términos de certámenes de belleza.

### Miss Eco Universo 2016
Fue el primer certamen en el que la tica concursó, se destacó en la edición que se llevó a cabo en la ciudad de Guiza, Egipto. En el proceso del certamen se colocó como una de las favoritas, además de ganar gran cantidad de premios extra del concurso, Carvajal al finalizar el certamen se colocó como la ganadora absoluta del concurso que abarcaba la participación de 54 candidatas, en la que Costa Rica figuraba como uno de los países debutantes.

### Miss Costa Rica 2018
Se llevó a cabo el día 27 de abril de 2018, Carvajal participaba como representante de la provincia de San José, era una de las  favoritas por la población en general, al finalizar el certamen se antepuso en las puntuaciones y logró coronarse como ganadora, con esta corona, se adjudicó el derecho de representar a Costa Rica en el Miss Universo 2018.

## Miss Universo 2018
Carvajal representó a Costa Rica en la 67.ª edición del certamen internacional,que se llevó a cabo el 16 de diciembre de 2018, a las 18:00 hora de Costa Rica (UTC-6), en donde compitió con alrededor de 93 candidatas de diversos países y territorios autónomos, en el Impact Arena de la ciudad de Bangkok, Tailandia, en el transcurso del certamen se colocó entre las 10 finalistas del concurso, siendo la quinta representante costarricense en entrar en un cuadro de clasificación. 
| Predecesor: Patricia Peklar    | Miss Eco Universo 2016 | Sucesor: Amber Bernachi       |
| Predecesor: Elena Correa Usuga | Miss Costa Rica 2018   | Sucesor: Karla Chacón Fuentes |